# Uri Maklev
Uri Maklev (en hébreu : ישראל מאיר אורי מקלב), né le 10 janvier 1957 est un homme politique et député au parlement israélien, la Knesset.

## Biographie
Il travaille de 1993 à 2008 à la commune de Jérusalem.